# Fritz Fränkel
Fritz Fränkel (* 7. September 1892 in Berlin; † 21. Juni 1944 in Mexiko) war Suchtmediziner und Neurologe, deutscher Kommunist (KPD) und jüdischen Glaubens, und im spanischen Bürgerkrieg als Interbrigadist aktiv.

## Leben
Fränkel studierte Medizin und Psychologie an der Berliner Friedrich-Wilhelms-Universität und meldete sich 1915 freiwillig zum Kriegsdienst. Im Anschluss promovierte er 1919 über Kriegsneurosen. Er war währenddessen Mitglied im Spartakusbund und Delegierter beim Gründungsparteitag der KPD (1918/1919).
Nach der Promotion arbeitete er ab 1919 an der Charité in Berlin, später im Klinikum Berlin-Buch. Er engagierte sich im Verein Sozialistischer Ärzte und im Proletarischen Gesundheitsdienst, deren Berliner Gruppe er seit 1924 vorsaß. Ab 1925 ließ sich Fränkel als Nervenarzt in Berlin nieder, wo er, neben anderen Untersuchungen zu Drogenabhängigkeit, gemeinsam mit Ernst Joël auch die Haschisch-Experimente von Walter Benjamin wissenschaftlich begleitete.
1930 heiratet er Hilde Leo, ein Jahr später wird ihr Sohn André geboren. Die Eheleute lassen sich später scheiden.
Nach dem Machtergreifung der NSDAP und ihrer deutschnationalen Bündnispartner wurde Fränkel am 23. März 1933 von der SA festgenommen, misshandelt und im SA-Gefängnis Papestraße inhaftiert. Nach seiner Freilassung floh er in die Schweiz und von dort nach Paris, wo er heimlich als Arzt praktizierte.
1936 nahm er als Angehöriger des Thälmann-Bataillons der XI. Internationalen Brigade auf republikanischer Seite am Spanischen Bürgerkrieg teil. Im Offiziersrang war er Chefarzt eines Hospitals an der Madrider Font und später in Barcelona verantwortlich für die Versorgung der Internationalen Brigaden mit Medizin aus Frankreich. Fränkel sympathisierte mit der POUM und wurde aus der KPD ausgeschlossen. Anfang 1939 kehrte er nach Paris zurück. Mit Beginn des Zweiten Weltkrieges wurde er in Frankreich interniert. 1941 gelang ihm die Flucht nach Mexiko. Dort schloss er sich der Gruppe Socialismo y Libertad an.

## Rezeption
Maxim Leo beschreibt die Zeit während der Ehe mit Hilde Leo in seinem 2019 erschienenen Buch Wo wir zu Hause sind: Die Geschichte meiner verschwundenen Familie.